# Віксвілл (Монтана)
Віксвілл (англ. Weeksville) — переписна місцевість (CDP) в США, в окрузі Сендерс штату Монтана. Населення — 81 особа (2020).

## Географія
Віксвілл розташований за координатами 47°31′52″ пн. ш. 115°0′28″ зх. д. / 47.53111° пн. ш. 115.00778° зх. д. (47.531027, -115.007722).  За даними Бюро перепису населення США в 2010 році переписна місцевість мала площу 7,38 км², уся площа — суходіл.

## Демографія
Згідно з переписом 2010 року, у переписній місцевості мешкали 83 особи в 43 домогосподарствах у складі 29 родин. Густота населення становила 11 особа/км².  Було 57 помешкань (8/км²).
Расовий склад населення:
| - 97,6 % — білих - 2,4 % — корінних американців |

До двох чи більше рас належало 0,0 %. Частка іспаномовних становила 0,0 % від усіх жителів.
За віковим діапазоном населення розподілялося таким чином: 14,5 % — особи молодші 18 років, 53,0 % — особи у віці 18—64 років, 32,5 % — особи у віці 65 років та старші. Медіана віку мешканця становила 50,3 року. На 100 осіб жіночої статі у переписній місцевості припадало 107,5 чоловіків;  на 100 жінок у віці від 18 років та старших — 115,2 чоловіків також старших 18 років.
Середній дохід на одне домашнє господарство  становив 36 382 долари США (медіана — 31 786), а середній дохід на одну сім'ю — 36 382 долари (медіана — 31 786). 
Цивільне працевлаштоване населення становило 28 осіб. Основні галузі зайнятості: мистецтво, розваги та відпочинок — 57,1 %, будівництво — 42,9 %.